# شون بيري
شون بيري (بالإنجليزية: Sean Berry) هو لاعب كرة قاعدة أمريكي، ولد في 22 مارس 1966 في سانتا مونيكا في الولايات المتحدة.

## وصلات خارجية
- شون بيري على موقعبيزبول رفرنس.كوم (الدوري الرئيسي) (الإنجليزية)
- شون بيري على موقعبيزبول رفرنس.كوم (الدوري الثانوي) (الإنجليزية)
- شون بيري على موقع مشجعي الرسوم البيانية (الإنجليزية)